# El Faro de Ceuta
El Faro de Ceuta es un diario español editado en Ceuta desde el 2 de octubre de 1934. Pertenece al Grupo Faro, propietario también de El Faro de Melilla, y en la actualidad constituye el periódico más antiguo de Ceuta.

## Historia
Fundado el 2 de octubre de 1934 por sectores afines al Partido Republicano Radical, aunque teóricamente como un diario independiente; la crisis posterior del Partido Radical hizo que el diario adoptara una línea editorial de signo conservador. Su primer director fue Luis Mancebo, y en sus primeros años tuvo el subtítulo de «Diario regional de la mañana de información general». Tras la guerra civil española el periódico ha pasado por distintos propietarios. El Faro de Ceuta fue el primer diario en España que estuvo dirigido por una mujer, Elisa Beni, en 1988. Para 1990 tenía una tirada diaria de unos 2000 ejemplares.